# Permoponopterix
Permoponopterix – wymarły rodzaj owadów z rzędu karaczanów i rodziny Ponopterixidae, obejmujący jeden znany gatunek: Permoponopterix lodevensis. Żył w permie.
Rodzaj i gatunek zostały opisane w 2014 roku przez Aleksandra Kirejczuka, Jakuba Prokopa i André Nel. Opisu dokonano na podstawie jednego z dwóch odcisków skrzydeł (drugi był słabo zachowany) odkrytych w formacji Salagou, w okolicy francuskiego Lodève i datowanych na gwadalup w permie.
Charakterystyczne dla rodzaju są silnie wypukłe, wąsko wydłużone i pozbawione wyraźnych nabrzmiałości tegminy (przednie skrzydła) z wyraźnymi liniami przyszwowymi oraz dobrze zaznaczonymi ramionami u nasady żyłek: medialnej, przedniej kubitalnej i tylnej kubitalnej. Tegmina holotypu jedynego znanego gatunku ma 5,3 mm długości i 1,7 mm szerokości.